# Château de rêves
Pour plus de détails, voir Fiche technique et Distribution.
Château de rêves (Ice Castles) est un film américain réalisé par Donald Wrye, sorti en 1978.

## Synopsis
Lexie adore patiner c'est sa passion depuis l'enfance, après le décès de sa mère elle se retrouve seule avec son père dans leur maison en Iowa .Un jour son père, sa tante et son petit ami, Nick, lui suggèrent de participer à une compétition, elle décide donc de suivre ce conseil. Alors qu'elle exécute son numéro, un entraîneur repère son talent et sa légèreté sur la glace et décide de la prendre sous son aile, c'est alors que commence une belle aventure...

## Fiche technique
- Titre original : Ice Castles
- Titre français : Château de rêves
- Réalisation : Donald Wrye
- Scénario : Donald Wrye, Gary L. Baim, d'après une histoire de Gary L. Baim
- Décors : Joel Schiller
- Costumes : Richard Bruno
- Photographie : Bill Butler
- Montage : Michael Kahn, Melvin Shapiro, Maury Winetrobe
- Musique : Marvin Hamlisch
- Production :John Kemeny
  - Production déléguée : Rosilyn Heller
  - Coproduction : S. Rodger Olenicoff
- Société(s) de production : Columbia Pictures Corporation, International Cinemedia Center
- Société(s) de distribution :  Columbia Pictures
- Pays de production : États-Unis
- Année : 1978
- Langue originale : anglais
- Format : couleur (Metrocolor) – 35 mm – 1,85:1 – mono
- Genre : drame, romance
- Durée : 108 minutes
- Dates de sortie : 
  - États-Unis : 31 décembre 1978
  - France : 14 mars 1979

## Distribution
- Robby Benson : Nick Peterson
- Lynn-Holly Johnson : Alexis Winston
- Colleen Dewhurst : Beulah Smith
- Tom Skerritt : Marcus Winston
- Jennifer Warren : Deborah Mackland
- David Huffman : Brian Dockett
- Diane Reilly : Sandy
- Craig T. McCullen : Doctor
- Kelsey Ufford : Ceciel Monchet
- Leonard Lilyholm : Hockey Coach

## Distinctions

### Récompense
- Motion Picture Sound Editors 1980 :
  - Best Sound Editing - Dialogue

### Nominations
- Golden Globes 1980 :
  - Meilleure chanson originale pour Melissa Manchester
  - Golden Globe de la révélation féminine de l'année pour Lynn-Holly Johnson
- Grammy Awards 1980 :
  - "Best Album of Original Score Written for a Motion Picture or Television Special" pour Alan Parsons, Eric Woolfson, Marvin Hamlisch et Carole Bayer Sager
- Oscars 1980 :
  - Meilleure chanson pour Marvin Hamlisch et Carole Bayer Sager